# Italo Castellani
Italo Castellani (Coriano, 27 maggio 1938 – Riccione, 23 dicembre 2013) è stato un calciatore, allenatore di calcio e dirigente sportivo italiano, di ruolo difensore.

## Biografia
Terminata la carriera calcistica, ha iniziato a gestire un negozio di abbigliamento sportivo a Riccione.

## Carriera

### Giocatore
Ha iniziato la carriera con il Riccione, con cui a 17 anni ha esordito nel campionato di Promozione; è rimasto con i biancoazzurri fino al 1960 per poi passare in Serie C al Cesena (di cui è anche diventato capitano nel 1963 a 25 anni); con i romagnoli ha giocato complessivamente 113 partite di campionato, senza reti. Nella stagione 1964-1965 ha giocato in Serie C con la maglia del Pisa, ottenendo una promozione in Serie B, categoria in cui ha giocato con i nerazzurri nella stagione 1965-1966 per un totale di 68 presenze e 4 gol con la maglia dei toscani (tra i quali 34 presenze e 3 gol nella serie cadetta). A fine anno è stato ceduto in Serie C alla Vis Pesaro dove è rimasto per tre stagioni consecutive, con un bilancio totale di 94 presenze ed una rete in incontri di campionato.

### Allenatore
Ha allenato la Vis Pesaro, il Riccione ed il Fano.

### Dirigente
Ha lavorato come direttore sportivo per Fano, Francavilla, Ancona (in due diversi periodi), Empoli, Padova, Ravenna, Napoli e Riccione.
Nel 1988 ha ottenuto una promozione in Serie B con l'Ancona, che nel 1992 ha portato in Serie A; ha lavorato in Serie B anche con Napoli e Ravenna.

## Palmarès

### Giocatore

#### Competizioni nazionali
- Campionato Dilettanti: 1

Riccione: 1958-1959
- Serie C: 1

Pisa: 1964-1965